# Tribu de Leví

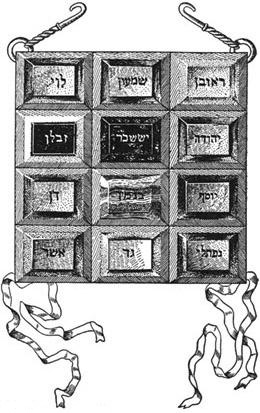
Jóshen o Pectoral del Sumo Sacerdote de los israelitas, con una docena de piedras preciosas simbolizando las Doce Tribus de Israel; la composición rectangular con la docena de piedras es además en sí el símbolo de la Tribu de Leví.

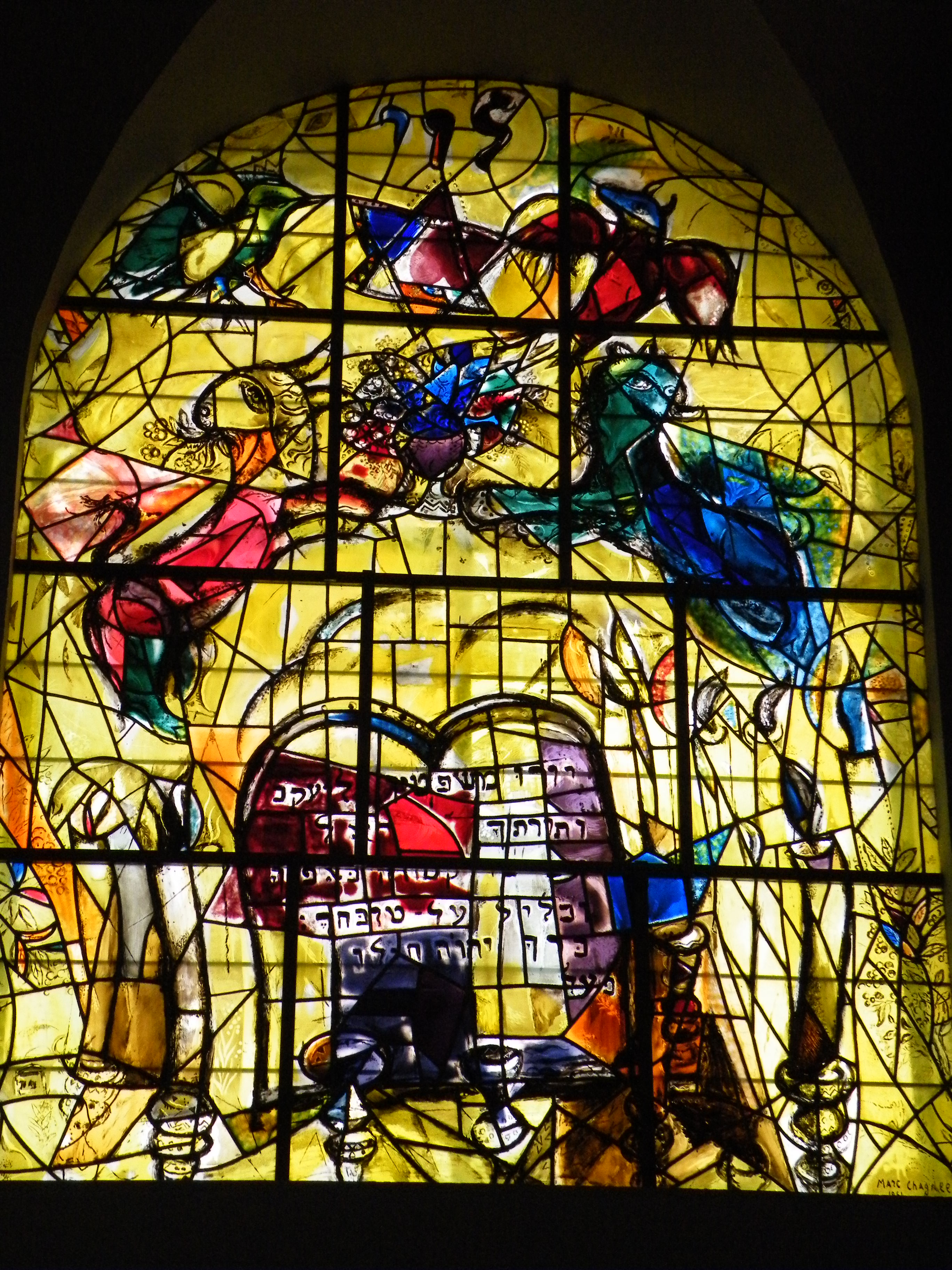
Marc Chagall, Vitrales dedicados a las Doce Tribus de Israel: Leví, Jerusalén, 1960.

La tribu de Leví, cuyos integrantes son los llamados levitas, es según la Biblia, una de las doce tribus de Israel. Se trata de los descendientes de Leví (לֵוִי), el tercer hijo de Jacob. La tribu de Leví desempeñaba funciones religiosas particulares para los israelitas y también tenía responsabilidades políticas. A cambio, se esperaba que las tribus con tierras dieran diezmos a los kohanim, los sacerdotes que trabajaban en el Templo de Jerusalén, en particular el primer diezmo. Los levitas que no eran cohanim tocaban música en el Templo o servían como guardias. La mayoría de los eruditos consideran que la Torá proyecta los orígenes de los levitas en el pasado para explicar su papel como funcionarios cultuales sin tierra. 

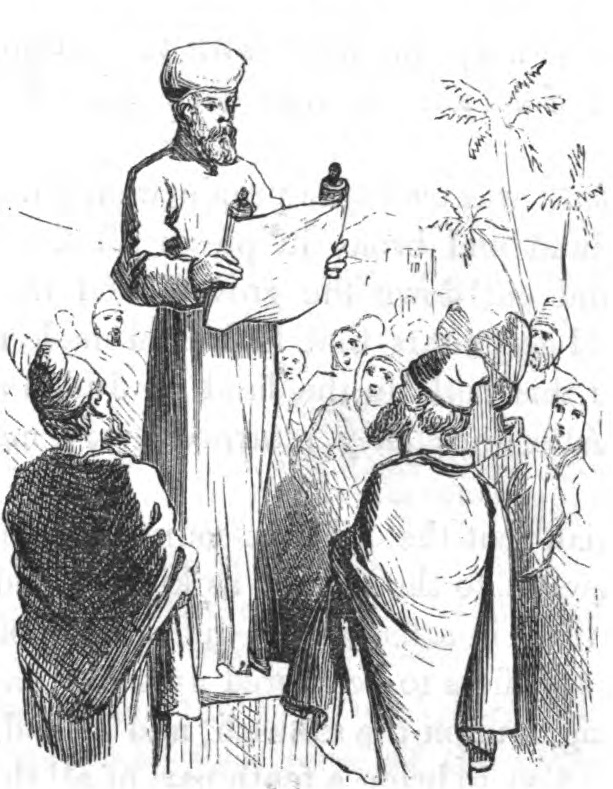
Levita leyendo la ley a los israelitas (dibujo de 1873)

Cuando Josué condujo a los israelitas a la tierra de Canaán, los levitas fueron la única tribu israelita que recibió ciudades pero no se les permitió tenencia de la tierra; Josué 13:33, «Pero Moisés no asignó ninguna parte a la tribu de Leví; YHWH Dios de Israel es su parte, como [Dios] habló sobre ellos». Algunas tradiciones bíblicas señalan los aspectos extranjeros de los levitas y su papel como tropas militares. En este contexto, se propuso la etimología que vincula el término levita con el término «la-wo» (el pueblo / pueblo armado) fue propuesta.
Entre los descendientes notables del linaje levita según la Biblia se encuentran Moisés, Aarón, Miriam, Samuel, Jeremías, Ezequiel, Esdras y Malaquías.

## Historia
La Biblia nos cuenta que los levitas fueron consagrados por Dios, por medio de Moisés, para el servicio del Tabernáculo y luego del Templo de Jerusalén. Eran los únicos designados para el servicio del Tabernáculo donde ejercían ministerio desde los veinticinco hasta los cincuenta años de edad. Después de esta edad  sólo podían servir con sus hermanos, para hacer la guardia, pero no para el ministerio.
Fueron tomados para el servicio de Dios en lugar de los primogénitos, y fueron dados a los sacerdotes para ayudarles.

He aquí, yo he tomado a los levitas de entre los hijos de Israel en lugar de todos los primogénitos, los primeros nacidos entre los hijos de Israel; serán, pues, míos los levitas.
La Biblia, Antiguo Testamento, Números 3:12 

Porque enteramente me son dedicados a mí los levitas de entre los hijos de Israel, en lugar de todo primer nacido, los he tomado para mí en lugar de los primogénitos de todos los hijos de Israel.
La Biblia, Antiguo Testamento, Números 8:16 

Moisés y su hermano, Aarón, fueron levitas. Según la Biblia, también Miriam, Samuel, Ezequiel, Esdras y Malaquías fueron descendientes de la línea de Leví.  
Aarón fue consagrado como el primer Sumo Sacerdote de Israel (Cohen Gadol) y sus descendientes, también levitas todos ellos, constituyeron una auténtica clase sacerdotal conocida como Cohanim. La clase sacerdotal de los cohanim compone una familia dinástica dentro de la Tribu de Leví y, debido a ello, a todos los cohanim tradicionalmente se los considera ser levitas, pero no todos los levitas son cohanim. 
Luego que el sacerdocio se convirtiera en prerrogativa de los descendientes de Aarón (cohanim), los demás levitas asumieron una función secundaria en las ceremonias. Mas la posición de los levitas en el campamento de las Doce Tribus de Israel fue siempre estratégica, ya que el Señor les ordenó que vivir alrededor del Tabernáculo y solicitó que solo los miembros de esa tribu se dedicasen a su servicio en exclusividad. Dada su condición sacerdotal y responsabilidades en lo concerniente a decisiones de naturaleza política, los miembros de la Tribu de Leví constituían un grupo diferenciado del pueblo de Israel pero a su vez respetado por el mismo.
Una vez que Josué condujera a los israelitas a la Tierra Prometida, los levitas fueron la única tribu que recibió ciudades pero a la que no se le permitió ser dueña de tierras «dado que el Señor, Dios de Israel, es su herencia».
Los levitas no poseían tierra ni heredad, puesto que su única función era la de encargarse de todo lo relacionado con el Templo de Jerusalén: adoración, alabanza, sacrificios, ofrendas y otros. Aunque no poseían tierras, los levitas vivían de las ofrendas que el pueblo de Israel presentaba en el Templo. Una parte de ellas era destinada a los levitas, quienes las tomaban para sus propias necesidades.
Los levitas ejercieron asimismo el sacerdocio en el antiguo reino de Judá. Hasta la desaparición del mismo, en 586 a. C., los términos sacerdote y levita eran sinónimos. 
Históricamente, los levitas constituyeron la clase sacerdotal del judaísmo y poseían derechos exclusivos para aprender y enseñar la Torá a las demás tribus. Después de la destrucción del Templo de Jerusalén, los privilegios y responsabilidades de los levitas se resumieron en la lectura de la Torá en las sinagogas y a diversas actividades litúrgicas y rituales.

## Genealogía según la Biblia
Según la Torá, la tribu lleva el nombre de Levi, uno de los doce hijos de Jacob (también llamado Israel ). Leví tuvo tres hijos: Gersón , Coat y Merari ( Génesis 46:11 ).
|        |        |          |          |          |          |          |          |       |       |       |       |       |       |       |       | Levi    | Levi    | Levi    | Levi    | Levi    | Levi    |       |       |        |        |        |        | Adinah | Adinah | Adinah | Adinah | Adinah | Adinah |        |        |        |        |        |        |        |        |        |        |  |  |  |  |  |  |  |  |  |  |  |  |
|        |        |          |          |          |          |          |          |       |       |       |       |       |       |       |       | Levi    | Levi    | Levi    | Levi    | Levi    | Levi    |       |       |        |        |        |        | Adinah | Adinah | Adinah | Adinah | Adinah | Adinah |        |        |        |        |        |        |        |        |        |        |  |  |  |  |  |  |  |  |  |  |  |  |
|        |        |          |          |          |          |          |          |       |       |       |       |       |       |       |       |         |         |         |         |         |         |       |       |        |        |        |        |        |        |        |        |        |        |        |        |        |        |        |        |        |        |        |        |  |  |  |  |  |  |  |  |  |  |  |  |
|        |        |          |          |          |          |          |          |       |       |       |       |       |       |       |       |         |         |         |         |         |         |       |       |        |        |        |        |        |        |        |        |        |        |        |        |        |        |        |        |        |        |        |        |  |  |  |  |  |  |  |  |  |  |  |  |
|        |        |          |          |          |          |          |          |       |       |       |       |       |       |       |       |         |         |         |         |         |         |       |       |        |        |        |        |        |        |        |        |        |        |        |        |        |        |        |        |        |        |        |        |  |  |  |  |  |  |  |  |  |  |  |  |
|        |        |          |          |          |          |          |          |       |       |       |       |       |       |       |       | Gershon | Gershon | Gershon | Gershon | Gershon | Gershon |       |       | Kohath | Kohath | Kohath | Kohath | Kohath | Kohath |        |        | Merari | Merari | Merari | Merari | Merari | Merari |        |        |        |        |        |        |  |  |  |  |  |  |  |  |  |  |  |  |
|        |        |          |          |          |          |          |          |       |       |       |       |       |       |       |       | Gershon | Gershon | Gershon | Gershon | Gershon | Gershon |       |       | Kohath | Kohath | Kohath | Kohath | Kohath | Kohath |        |        | Merari | Merari | Merari | Merari | Merari | Merari |        |        |        |        |        |        |  |  |  |  |  |  |  |  |  |  |  |  |
|        |        |          |          |          |          |          |          |       |       |       |       |       |       |       |       |         |         |         |         |         |         |       |       |        |        |        |        |        |        |        |        |        |        |        |        |        |        |        |        |        |        |        |        |  |  |  |  |  |  |  |  |  |  |  |  |
|        |        |          |          |          |          |          |          |       |       |       |       |       |       |       |       |         |         |         |         |         |         |       |       |        |        |        |        |        |        |        |        |        |        |        |        |        |        |        |        |        |        |        |        |  |  |  |  |  |  |  |  |  |  |  |  |
|        |        | Jochebed | Jochebed | Jochebed | Jochebed | Jochebed | Jochebed |       |       |       |       |       |       | Amram | Amram | Amram   | Amram   | Amram   | Amram   |         |         | Izhar | Izhar | Izhar  | Izhar  | Izhar  | Izhar  |        |        | Hebron | Hebron | Hebron | Hebron | Hebron | Hebron |        |        | Uzziel | Uzziel | Uzziel | Uzziel | Uzziel | Uzziel |  |  |  |  |  |  |  |  |  |  |  |  |
|        |        | Jochebed | Jochebed | Jochebed | Jochebed | Jochebed | Jochebed |       |       |       |       |       |       | Amram | Amram | Amram   | Amram   | Amram   | Amram   |         |         | Izhar | Izhar | Izhar  | Izhar  | Izhar  | Izhar  |        |        | Hebron | Hebron | Hebron | Hebron | Hebron | Hebron |        |        | Uzziel | Uzziel | Uzziel | Uzziel | Uzziel | Uzziel |  |  |  |  |  |  |  |  |  |  |  |  |
|        |        |          |          |          |          |          |          |       |       |       |       |       |       |       |       |         |         |         |         |         |         |       |       |        |        |        |        |        |        |        |        |        |        |        |        |        |        |        |        |        |        |        |        |  |  |  |  |  |  |  |  |  |  |  |  |
|        |        |          |          |          |          |          |          |       |       |       |       |       |       |       |       |         |         |         |         |         |         |       |       |        |        |        |        |        |        |        |        |        |        |        |        |        |        |        |        |        |        |        |        |  |  |  |  |  |  |  |  |  |  |  |  |
|        |        |          |          |          |          |          |          |       |       |       |       |       |       |       |       |         |         |         |         |         |         |       |       |        |        |        |        |        |        |        |        |        |        |        |        |        |        |        |        |        |        |        |        |  |  |  |  |  |  |  |  |  |  |  |  |
| Miriam | Miriam | Miriam   | Miriam   | Miriam   | Miriam   |          |          | Aarón | Aarón | Aarón | Aarón | Aarón | Aarón |       |       | Moisés  | Moisés  | Moisés  | Moisés  | Moisés  | Moisés  |       |       |        |        |        |        |        |        |        |        |        |        |        |        |        |        |        |        |        |        |        |        |  |  |  |  |  |  |  |  |  |  |  |  |
| Miriam | Miriam | Miriam   | Miriam   | Miriam   | Miriam   |          |          | Aarón | Aarón | Aarón | Aarón | Aarón | Aarón |       |       | Moisés  | Moisés  | Moisés  | Moisés  | Moisés  | Moisés  |       |       |        |        |        |        |        |        |        |        |        |        |        |        |        |        |        |        |        |        |        |        |  |  |  |  |  |  |  |  |  |  |  |  |

El hijo de Coat, Amram, fue el padre de Miriam, Aarón y Moisés. Los descendientes de Aarón, los Cohanim, tenían el papel especial de sacerdotes en el Tabernáculo en el desierto y también en el Templo de Jerusalén. Los levitas restantes se dividieron en tres grupos: Gershonitas (descendientes de Gersón), Cohatitas (de Coat) y Meraritas (de Merari). Cada división desempeñaba diferentes funciones en el Tabernáculo y más tarde en los servicios del Templo.
Las principales funciones de los levitas en el Templo incluían cantar Salmos durante los servicios del Templo, realizar tareas de construcción y mantenimiento del Templo, servir como guardias y realizar otros servicios. Los levitas también ejercían de maestros y jueces, y mantenían ciudades de refugio en tiempos bíblicos. El Libro de Esdras relata que los levitas fueron responsables de la construcción del Segundo Templo y también tradujeron y explicaron la Torá cuando se leyó públicamente.

## Galería
Leví es el tercer hijo de Israel (Jacob). Cuando la Tribu de Leví figura como una de las Doce Tribus de Israel, su símbolo es el pectoral del Sumo Sacerdote de Israel (Jóshen). La esmeralda es la piedra preciosa que simboliza a la Tribu de Leví en dicho pectoral.

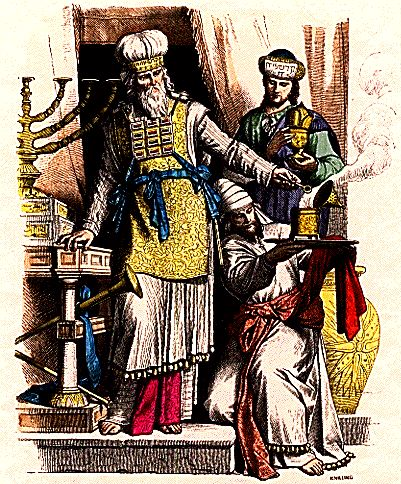
Miembros de la Tribu de Leví, con el Sumo Sacerdote de Israel.
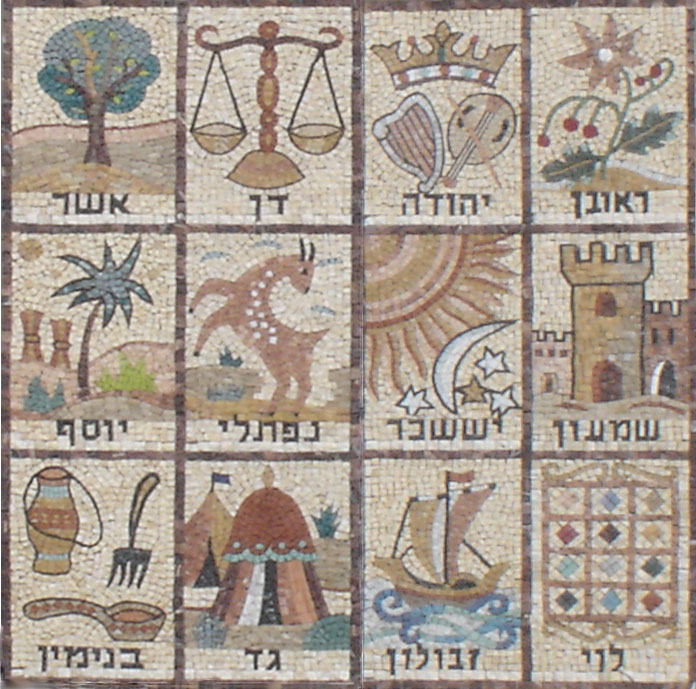
Mosaico donde Leví es simbolizado por el pectoral del Sumo Sacerdote.
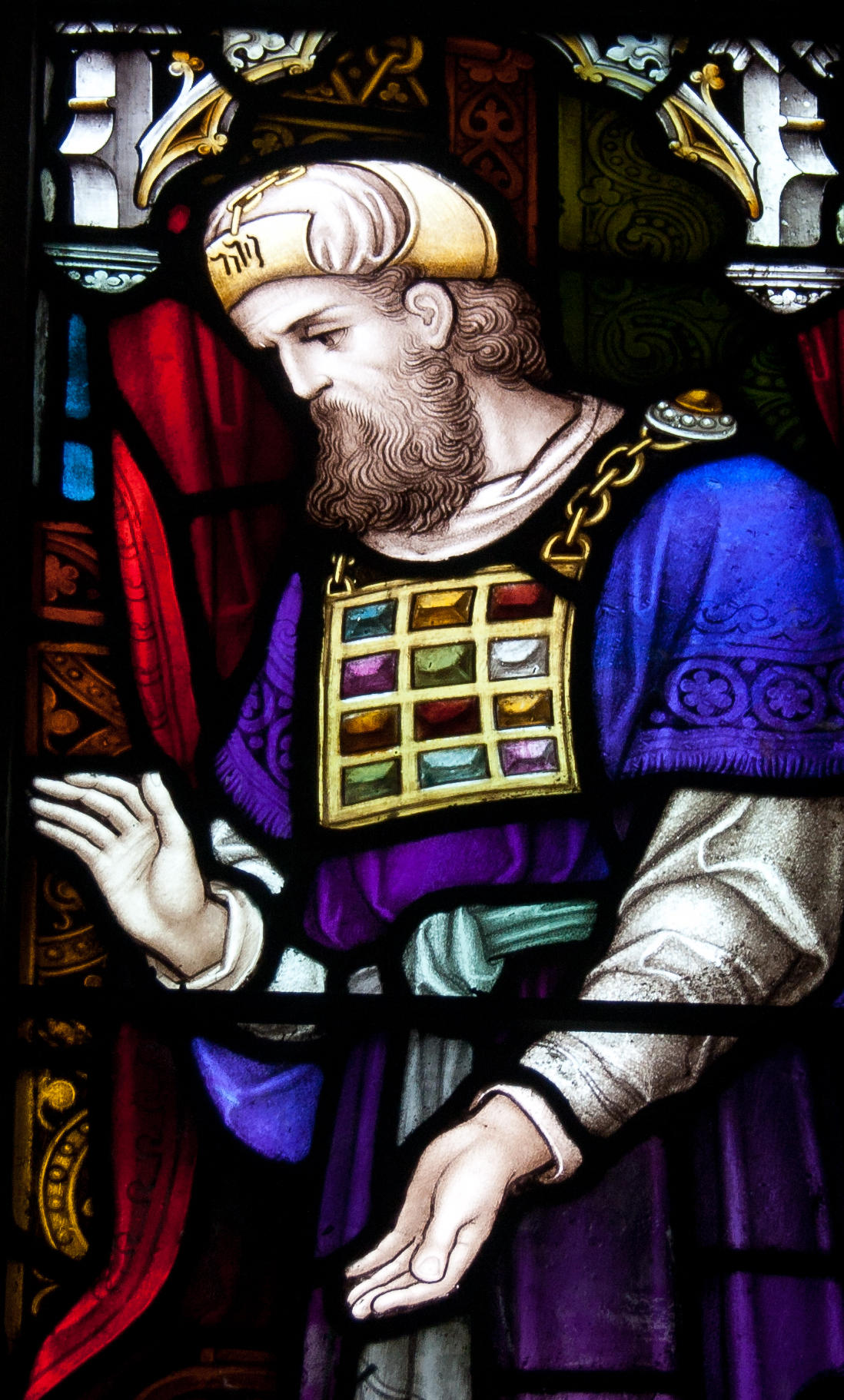
Apariencia del pectoral del Sumo Sacerdote.
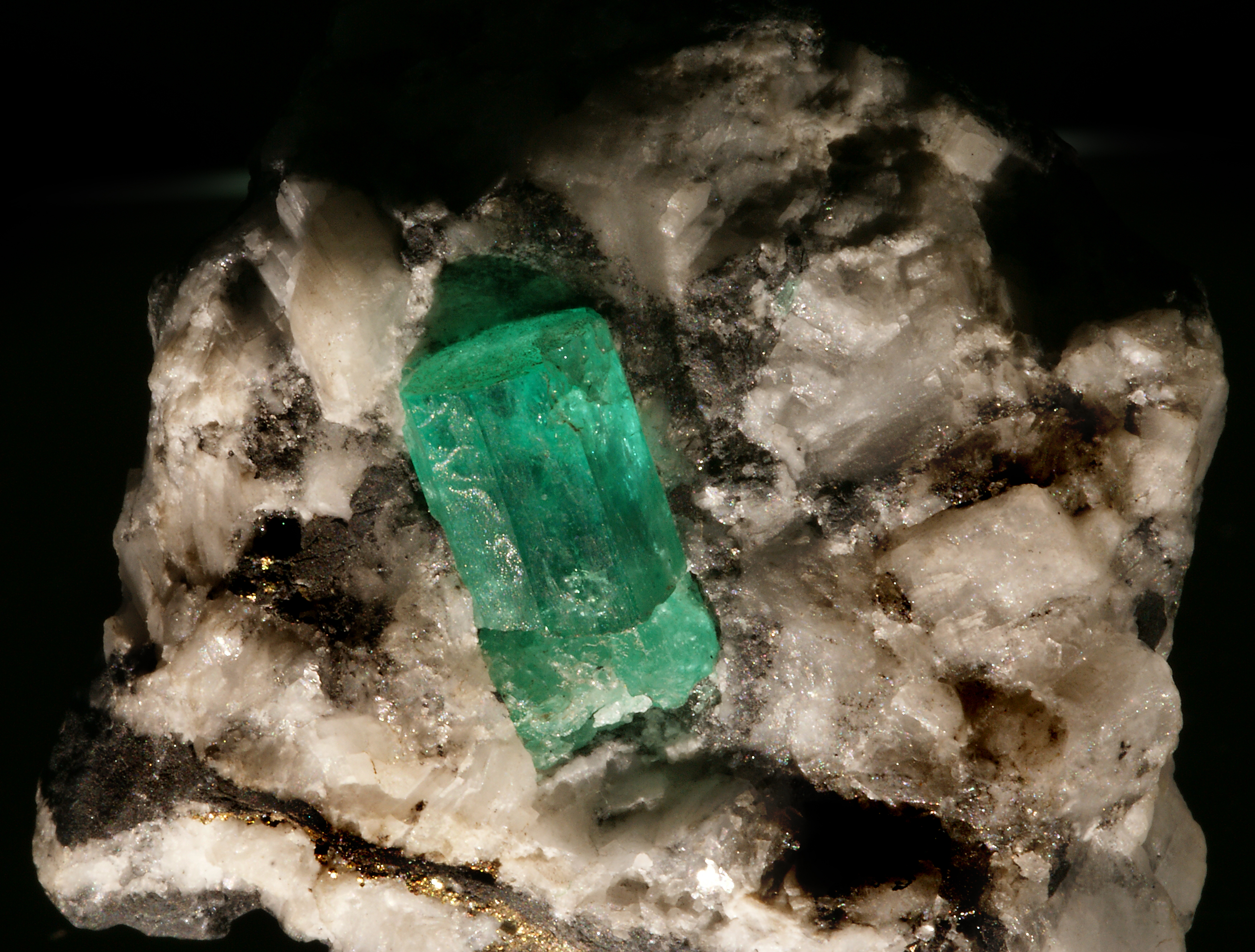
Esmeralda.
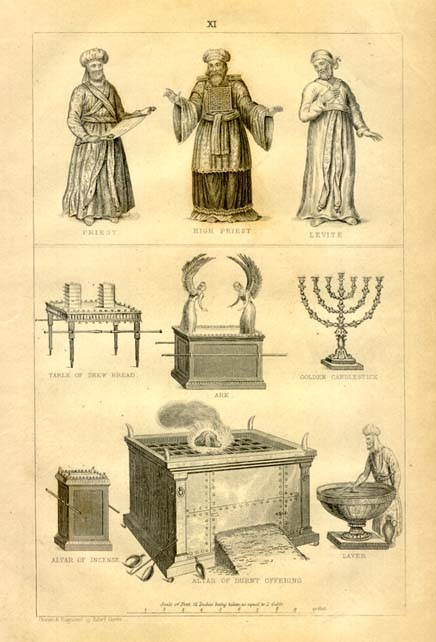
Sacerdotes hebreos e implementos rituales.
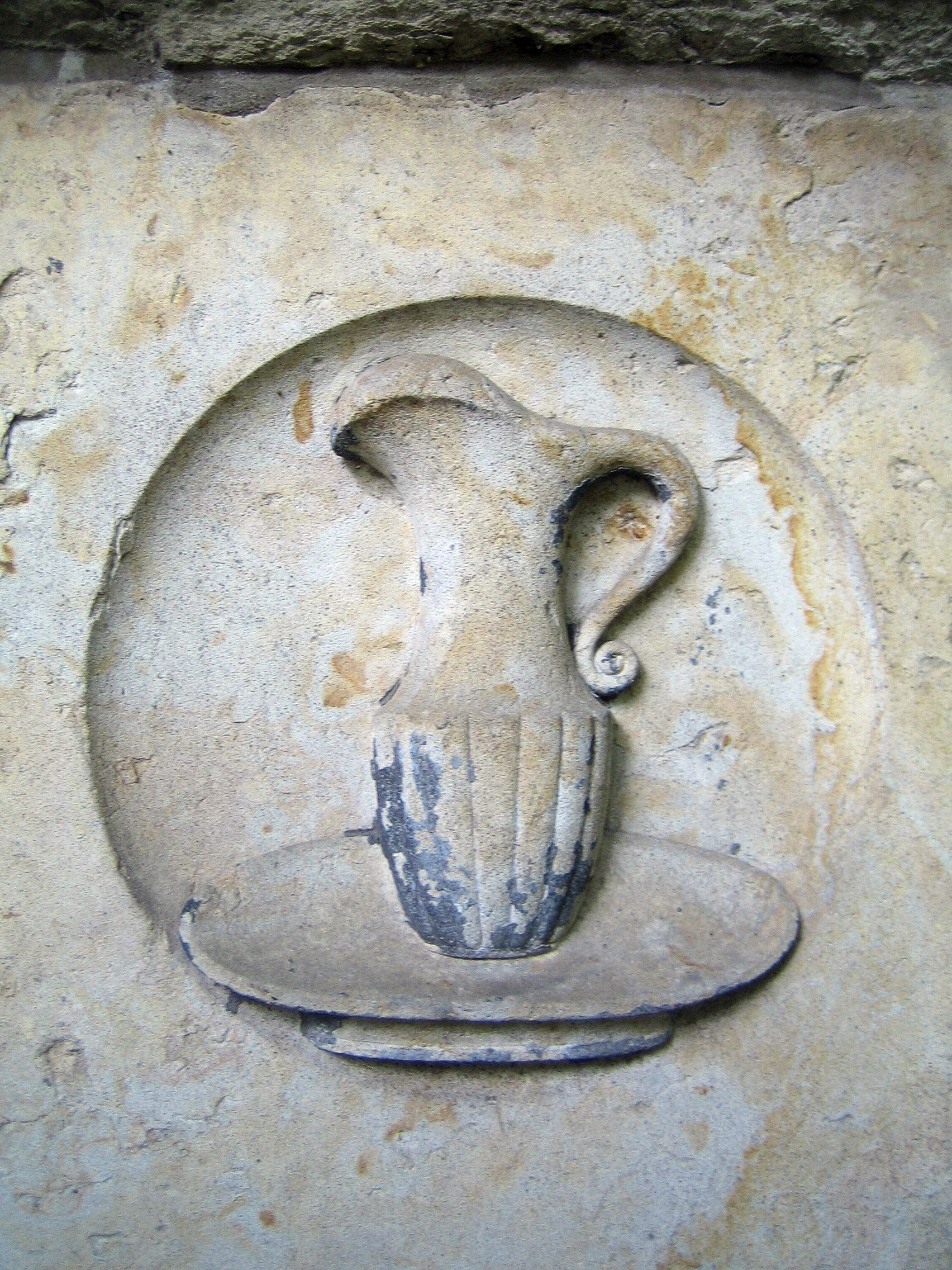
El aguamanil servía a los levitas para verter sobre las manos de los cohanim el agua purificadora de la ablución.
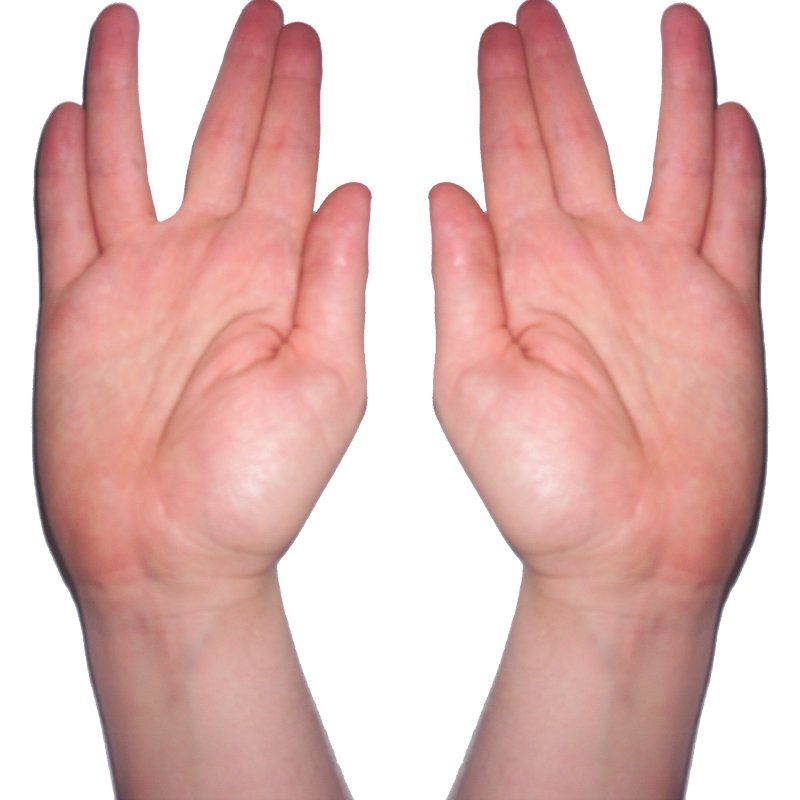
Posición de las manos durante la bendición de los Cohanim.
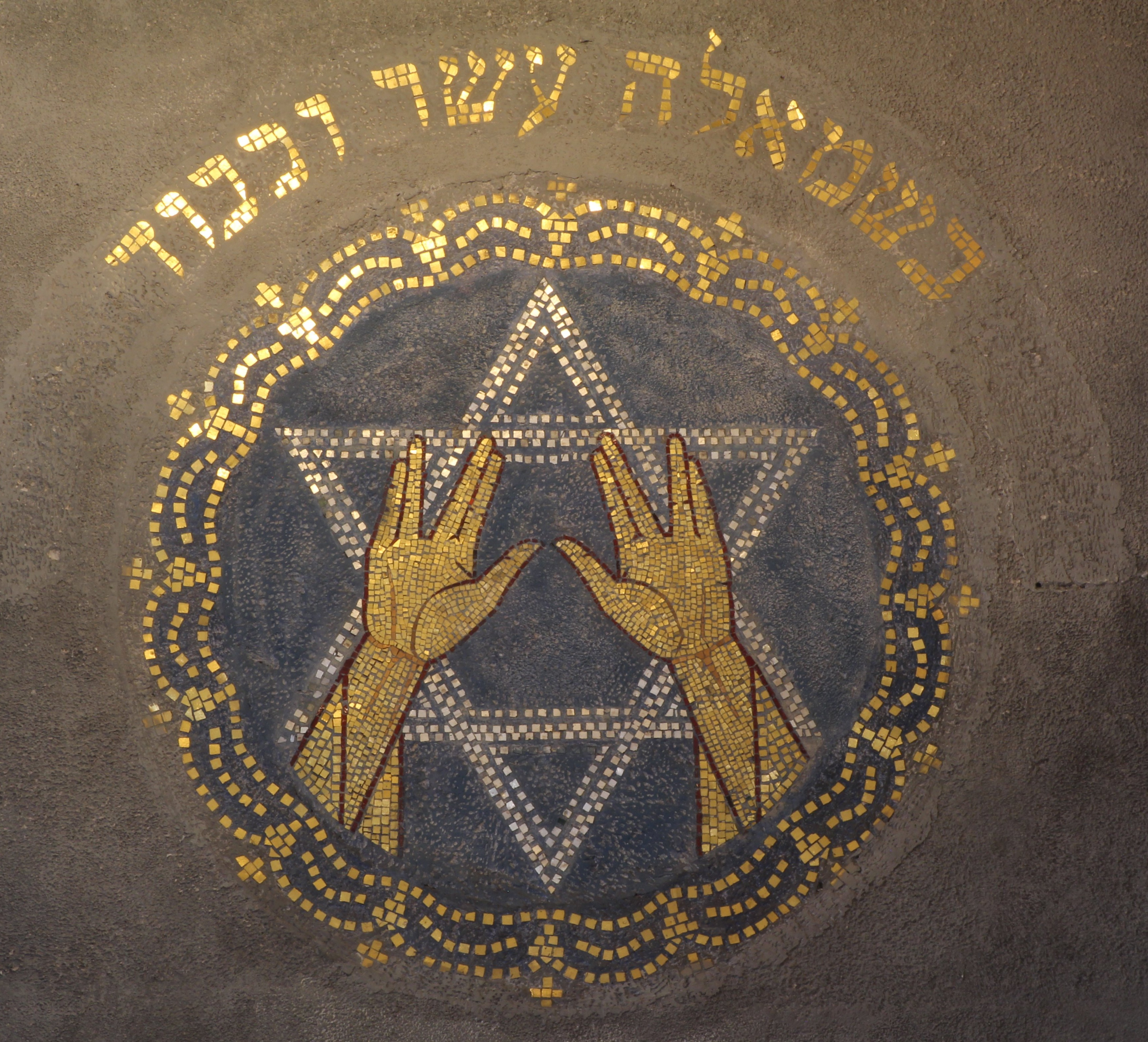
Mosaico con manos sacerdotales y bendición hebrea. Sinagoga de Enschede, Holanda, 1918-1928.
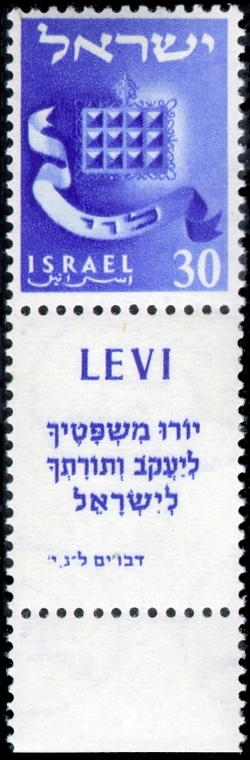
G. Hamorí, Símbolo de la Tribu de Leví, estampilla israelí, 1955. Inscripción: «Le enseñarán a Jacob Tus ordenanzas y a Israel Tu ley» (Deuteronomio 33:10).
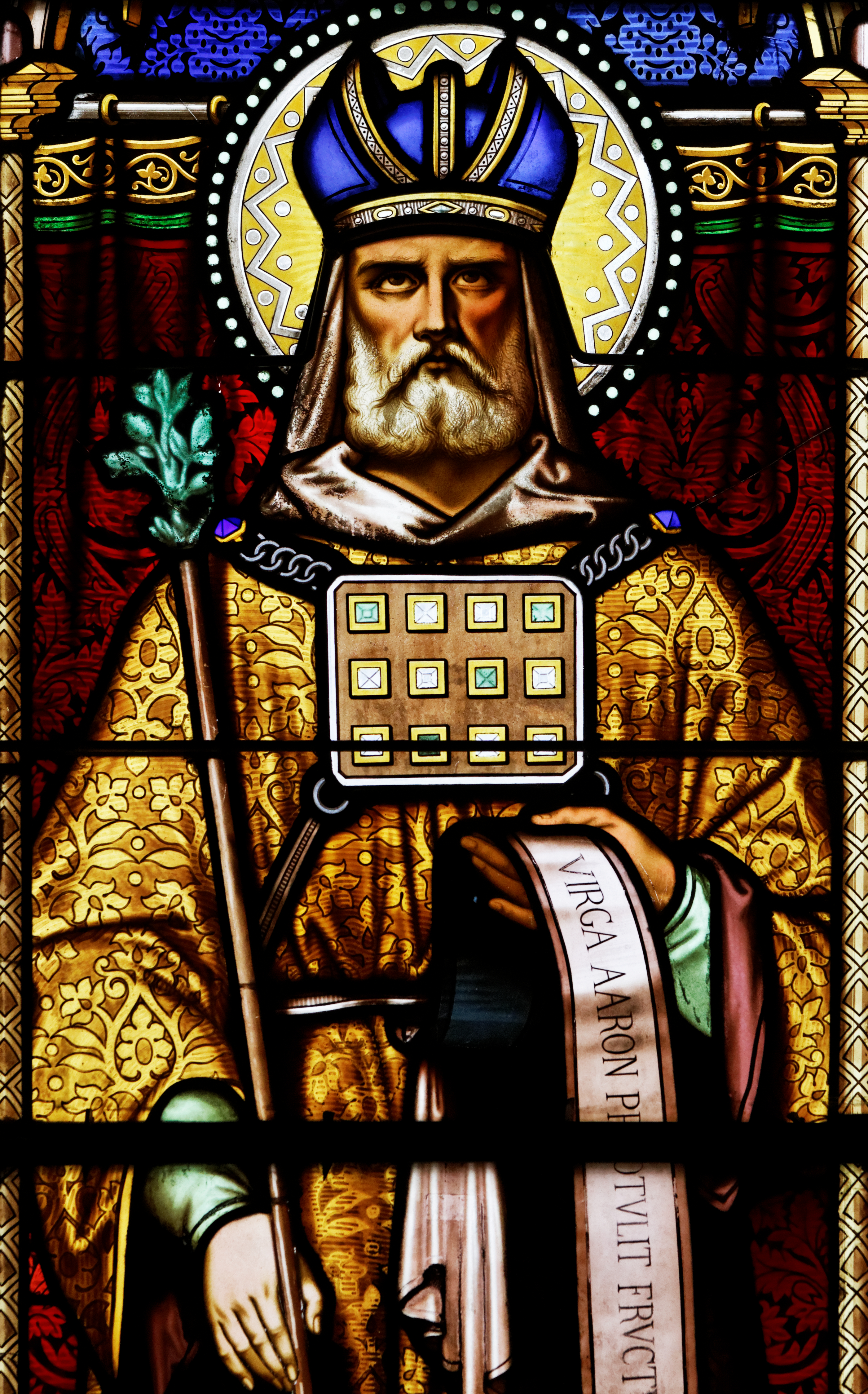
Aarón representado como profeta y Sumo Sacerdote de Israel.